# Catocala dissimilis
Catocala dissimilis là một loài bướm đêm thuộc họ Erebidae. Nó được tìm thấy ở Nga (Primorye, Shabarovsk, miền nam Amur), Trung Quốc, Hàn Quốc và Nhật Bản (Hokkaido, Honshu, Shikoku, Kyushu).
Sải cánh dài khoảng 45 mm.